# セント・ヘレンズ山
セント・ヘレンズ山（セント・ヘレンズさん、英語: Mount St. Helens）は、アメリカ合衆国ワシントン州スカマニア郡に位置する大型の活火山である。特筆すべきは、1980年の山体崩壊の瞬間が多数の写真や動画に記録されており、その破壊的な様子が広く知られている点である。
本火山は、シアトルから南へ約154キロメートル、オレゴン州ポートランドから北東へ約85キロメートルの距離に存在する。カスケード山脈の一峰であり、古くからこの地に住む先住民族クリッキタットは、この山を「煙と火の山」を意味する「ロウワラ・クロウ (Louwala-Clough)」と呼んでいた。現在の山名「セント・ヘレンズ」は、18世紀後半にカスケード山脈の調査を行ったイギリス海軍の航海士ジョージ・バンクーバーが、親交のあった外交官で初代セント・ヘレンズ男爵アレイン・フィッツハーバートに敬意を表して命名したものである。

## 概要

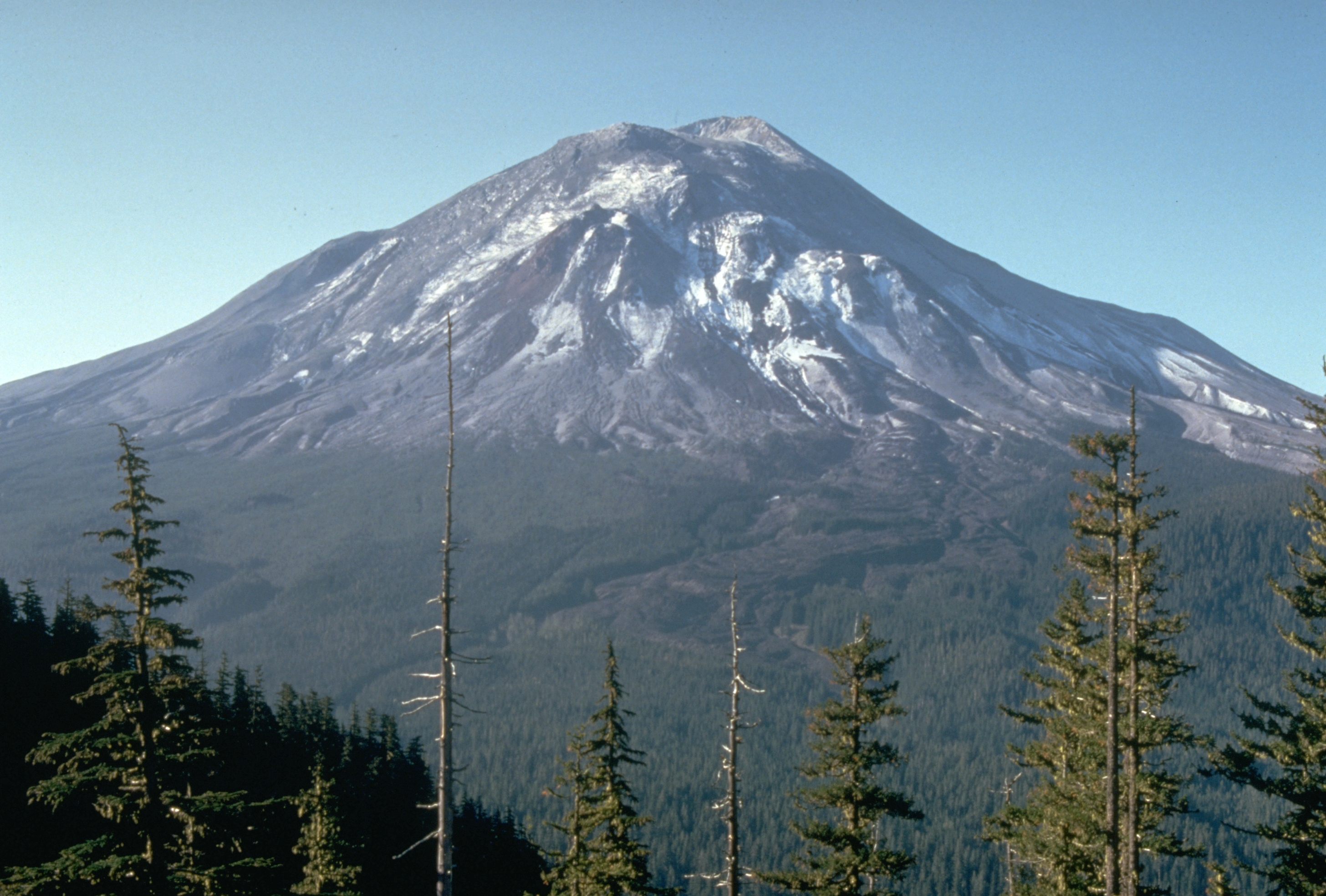
1980年の山体崩壊前のセント・ヘレンズ山

セント・ヘレンズ山は、1980年5月18日に発生した大規模な噴火によって広く知られている。この噴火では、大規模な山体崩壊が発生し、山頂部には直径約1.5 kmに及ぶ蹄鉄型のカルデラが出現した。この結果、山の標高は2,950 mから2,550 mへと大幅に減少した。
山体崩壊によって生じた岩屑なだれは、200軒の建物と47本の橋を破壊し、57名の尊い命を奪った。また、鉄道は約24 km、高速道路は約300 kmにわたり寸断されるという甚大な被害をもたらした。しかしながら、この噴火は、事前に作成されたハザードマップが有効に活用され、立入制限が適切に行われた結果、人的被害を最小限に抑えることができた事例として特筆される。
カスケード山脈に連なる他の多くの火山と同様に、セント・ヘレンズ山は、火山灰や軽石などの噴出物が溶岩と交互に堆積して形成された複式円錐火山、すなわち成層火山と呼ばれる内部構造を持つ。特筆すべき点として、セント・ヘレンズ山には複数のデイサイト質溶岩ドームの崩壊によって形成された玄武岩と安山岩の層が含まれている。この地層には、1980年の大噴火によって崩壊した、ゴート・ロックスと呼ばれた山体北斜面に位置する溶岩ドームも含まれている。

## 地勢

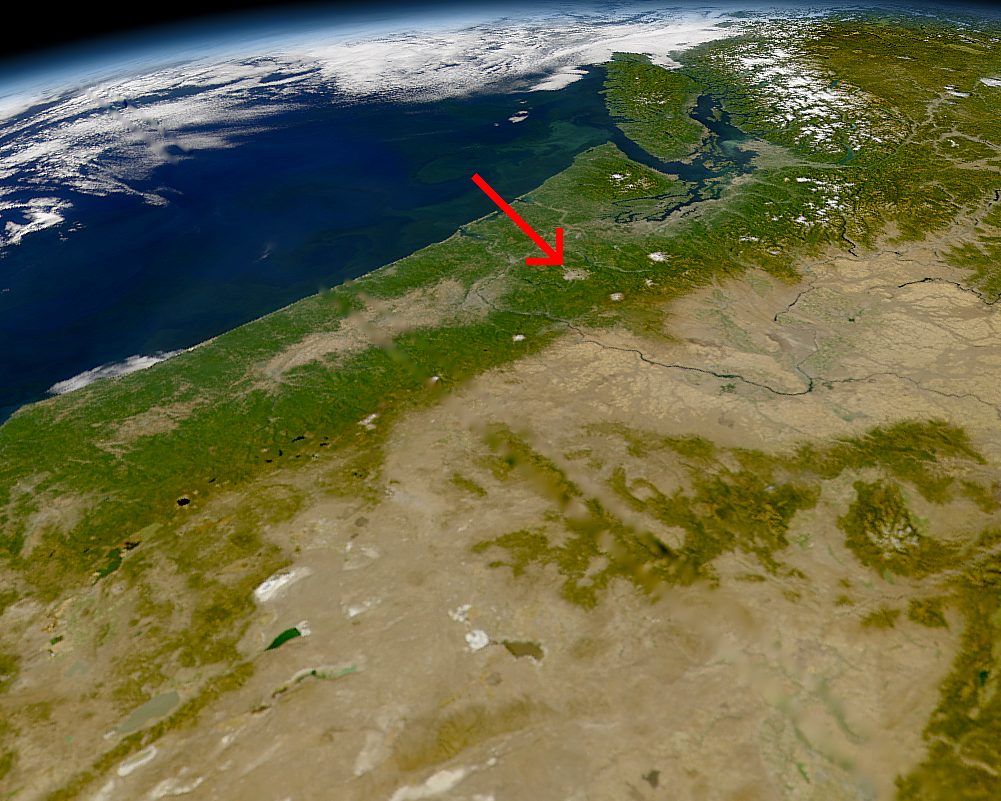
セント・ヘレンズ山の位置（アメリカ西海岸）

カスケード山脈東部に位置するセント・ヘレンズ山は、その周囲に同系の火山群を擁する。具体的には、東方約55 kmにアダムス山、北東方約80 kmにレーニア山、南東方約95 kmにフッド山がそれぞれ存在する。
1980年の大噴火以前、セント・ヘレンズ山はワシントン州内で5番目に高い山であり、カスケード山脈の中では特段の高峰ではなかった。しかし、標高は約3,000 mに達し、山頂は万年雪に覆われていたため、周囲の丘陵地帯からは際立った景観を呈していた。山頂は山麓から約1,500 mの高さにそびえ立ち、北東側では隣接する峰との間に全長約10 km、標高約1,340 mの谷を形成していた。その他の地域にも、標高1,200 m級の谷が多数見られた。北側に位置するスピリット湖は、有史以前の火山活動によって谷が堰き止められて形成された堰止湖である。
セント・ヘレンズ山から流れ出る主要な河川は、北側から北西に流れるトートル川、西側に流れるカラマ川、南側から東に流れるルイス川の3本である。これらの河川は、セント・ヘレンズ山に降る雨や雪を水源としており、アメリカ海洋大気庁の統計によれば、年間降水量は約3,600 mmに達する。ルイス川には、水力発電を目的とした3つのダムが建設されている。
セント・ヘレンズ山はワシントン州スカマニア郡に所在するが、アクセスにおいてはスカマニア郡の西に隣接するカウリッツ郡を経由する方が便利である。セント・ヘレンズ山の西方約55 kmに位置するキャッスル・ロックの州間高速道路5号線49番出口から、ワシントン州道504号線を東に進むことで、セント・ヘレンズ山の北麓に到達する。
州間高速道路5号線は、アメリカ合衆国の西海岸を南北に走る主要な幹線道路であり、セント・ヘレンズ山付近ではカウリッツ川沿いを通過する。この高速道路は、キャッスル・ロック、ロングビュー、ケルソーなどの都市を結び、キャッスル・ロックから南方約80 kmの地点にはポートランドが位置する。
セント・ヘレンズ山に最も近い自治体は、山頂から南南西に約18 kmのルイス川沿いに位置するワシントン州クーガーである。セント・ヘレンズ山一帯はギフォード・ピンショー国有林に指定されているが、一部は私有地となっている。

## 地史

### 形成期
セント・ヘレンズ山の形成は、地質学的証拠に基づき、新生代第四紀更新世末期の紀元前3万9600年頃に開始されたとされている。この時期、噴火によって噴出した軽石や火山灰などが堆積し、山体の基礎が築かれた。紀元前3万9000年頃には、極めて大規模な火砕流が発生し、セント・ヘレンズ山の原型が完成した。
最終氷期末期の紀元前1万8000年頃から紀元前1万4000年頃にかけては、円錐状の山体の一部が崩壊し、氷河とともに海へと流出した。その後も、セント・ヘレンズ山は頻繁に噴火を繰り返し、大量の軽石や火山灰を噴出した。紀元前6000年頃になると火山活動は一旦収束し、以後約4000年にわたり比較的平穏な時期を迎えた。
紀元前2500年頃、セント・ヘレンズ山の火山活動は再び活発化し、スミス・クリーク噴火期と呼ばれる活動期に入った。この活動期は約900年間続き、大量の火山灰や黄褐色の軽石などの噴出物が、セント・ヘレンズ山の周囲約1万平方キロメートルに降り注いだ。その後、セント・ヘレンズ山は紀元前1600年頃まで大規模な噴火を繰り返した。セント・ヘレンズ山から北東に約80キロメートル離れたレーニア山国立公園には、当時の噴出物が約50センチメートル堆積している。さらに、セント・ヘレンズ山から北北東に約1000キロメートル離れたカナダのアルバータ州にあるバンフ国立公園でも、この時期の噴火の痕跡が確認されている。この期間に噴出した岩石や火山灰の総量は、約10立方キロメートルと推測されている。
約400年間の休止期間を経た紀元前1200年頃、セント・ヘレンズ山はパイン・クリーク噴火期と呼ばれる新たな活動期に入った。この活動期は紀元前800年頃まで続き、小規模な噴火が極めて頻繁に発生した。山頂からは粘性の高い火砕流が発生し、近隣の谷へと流れ込んだ。紀元前1000年頃から紀元前500年頃にかけては、大規模な土石流（ラハール）が発生し、ルイス川の峡谷を約65キロメートルにわたり埋没させた。
その後、セント・ヘレンズ山は約400年の休止期間を経て、紀元前400年頃にキャッスル・クリーク噴火期と呼ばれる活動期を迎えた。この活動期では、それまでの活動期とは異なる成分の溶岩が噴出した。溶岩には橄欖岩や玄武岩が混在し、さらに粉砕された安山岩や火山灰などが含まれていた。紀元後100年頃には大規模な噴火が発生し、この時に流出した溶岩は山体の一部となり、長さ約15キロメートルに及ぶ溶岩洞を形成した。また、流出した溶岩の一部はルイス川やカラマ川にも到達した。これとほぼ同時期に大規模な土石流も発生し、トートル川やカラマ川の峡谷を約50キロメートルにわたり埋没させ、その一部はコロンビア川にまで達した。その後、セント・ヘレンズ山は再び約400年間の休止期間に入った。
紀元後500年頃、セント・ヘレンズ山の火山活動は再び活発化し、シュガー・ボウル噴火期と呼ばれる活動期に入った。この活動期では、山体の北側の斜面から小規模な噴火が断続的に発生し、800年頃まで継続した。シュガー・ボウル噴火期の末期には、「シュガー・ボウル」と呼ばれる溶岩ドームが形成された。

### カラマ噴火期とゴート・ロックス噴火期

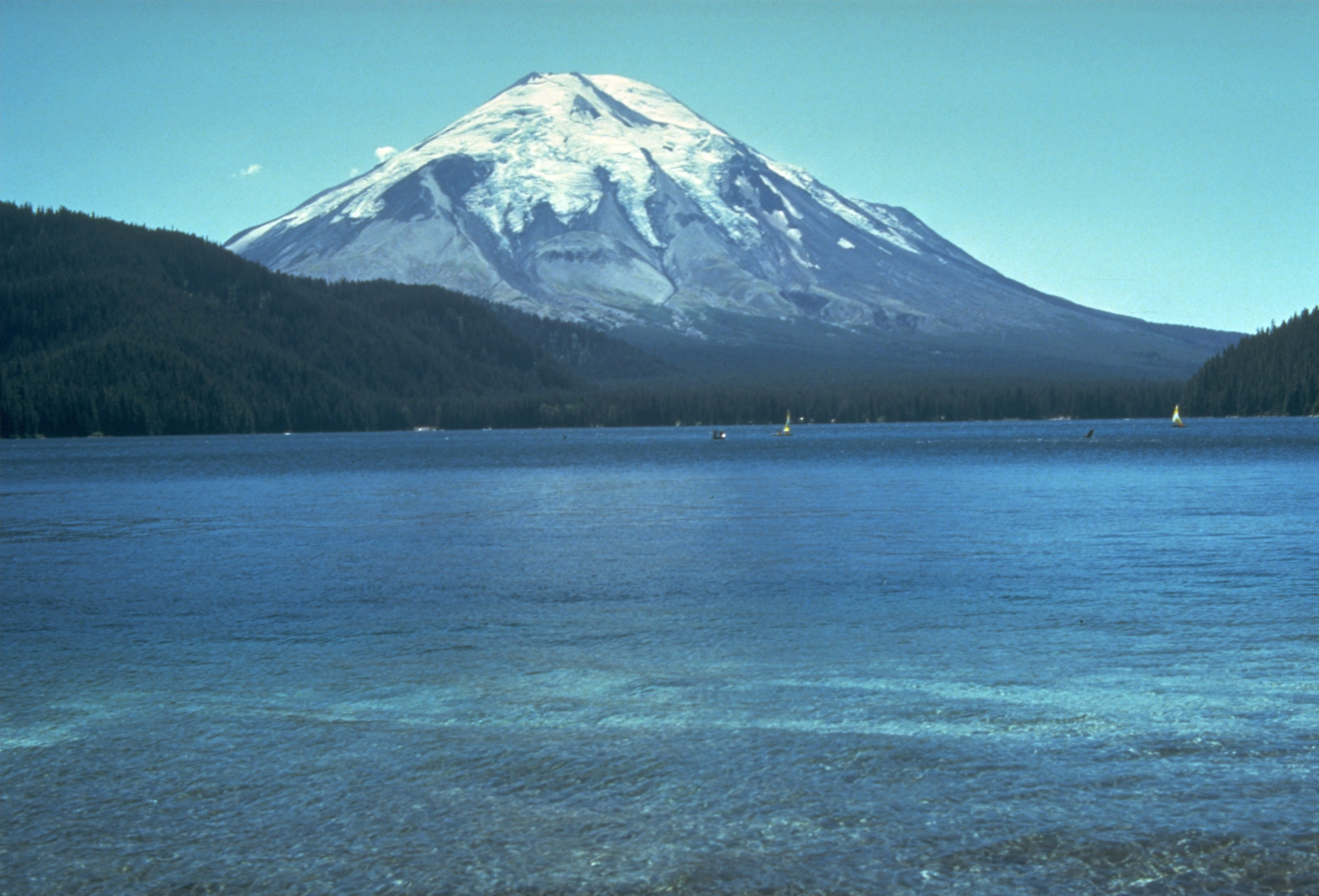
スピリット湖から見た、1980年の噴火前のセント・ヘレンズ山。その優美な風貌から「アメリカの富士山」とも呼ばれた。

セント・ヘレンズ山は、シュガー・ボウル噴火期から約700年間の静穏期を経て、1500年頃に突発的な活動を再開し、カラマ噴火期と呼ばれる活動期間に入った。この活動期において、薄灰色の軽石と火山灰が噴出し、セント・ヘレンズ山の北東斜面には約9.5kmにわたり、厚さ約1mの噴出物が堆積した。さらに、北東方向約80kmの地点においても約5cmの降灰が確認されている。また、大規模な火砕流や土石流が西側斜面で発生し、カラマ川へと流れ込んだ。
約150年間続いたカラマ噴火期には、二酸化珪素の含有量が少ない溶岩が噴出した。淡色の火山灰と暗色の火山灰の層が交互に堆積し、少なくとも8層が確認されている。その後、粘性の高い安山岩質の溶岩が山頂火口から山体の南東斜面へと流下した。続いて、火砕流がその溶岩流の上を流れ下り、一部はカラマ川にまで到達した。カラマ噴火期の末期には、山頂火口に巨大な溶岩ドームが形成され、火口の大部分を覆った。1647年にカラマ噴火期は終息し、セント・ヘレンズ山は高くそびえる左右対称の山容へと成長した。
1800年、セント・ヘレンズ山はゴート・ロックス噴火期と呼ばれる新たな活動期間に入った。この噴火期は、口承記録と文書記録が残る最初の活動期である。ゴート・ロックス噴火期においても安山岩質の溶岩が噴出し、フローティング・アイランド溶岩流が北側斜面を流れ下り、溶岩ドームが形成された。この時の火山灰は主にセント・ヘレンズ山の北東方向へ広がり、ワシントン州中央部から東部、およびアイダホ州北部、モンタナ州西部で降灰が確認された。1831年から1857年にかけて、10回を超える小規模な噴火が繰り返し発生し、周辺地域への降灰が幾度となく記録された。これらの噴火口はゴート・ロックスもしくはその付近に形成されたと推測されている。その後、セント・ヘレンズ山は再び123年間の静穏期に入った。

### 1980年以降の活動

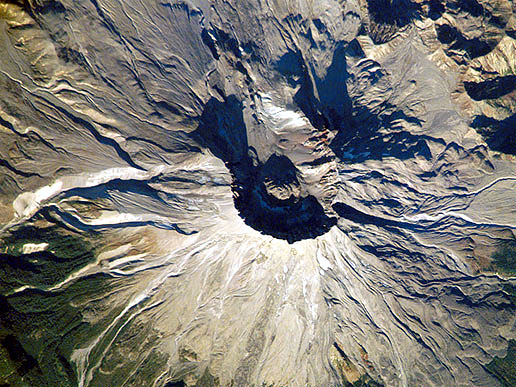
国際宇宙ステーションから撮影したセント・ヘレンズ山（2002年撮影）

1980年から1986年にかけて、セント・ヘレンズ山は活発に活動を続けた。火口には新たな溶岩ドームが形成され、多数の小爆発を伴いながら溶岩ドームは成長を続けた。
1980年から1981年にかけての冬から、火口の影に形成された馬蹄型の氷河が成長を始めた。1982年3月19日の噴火ではこの氷河が融け、火山泥流が発生した。氷河は年を追うごとに巨大化し、2000年には約0.9km2にまで広がった。
1989年から1991年にかけて、セント・ヘレンズ山を震源とする群発地震が発生し、溶岩ドーム付近において小規模な爆発が発生した。また、1995年、1998年、2001年にも同様の群発地震が発生したが、このときには爆発は発生しなかった。

## 2004年の噴火

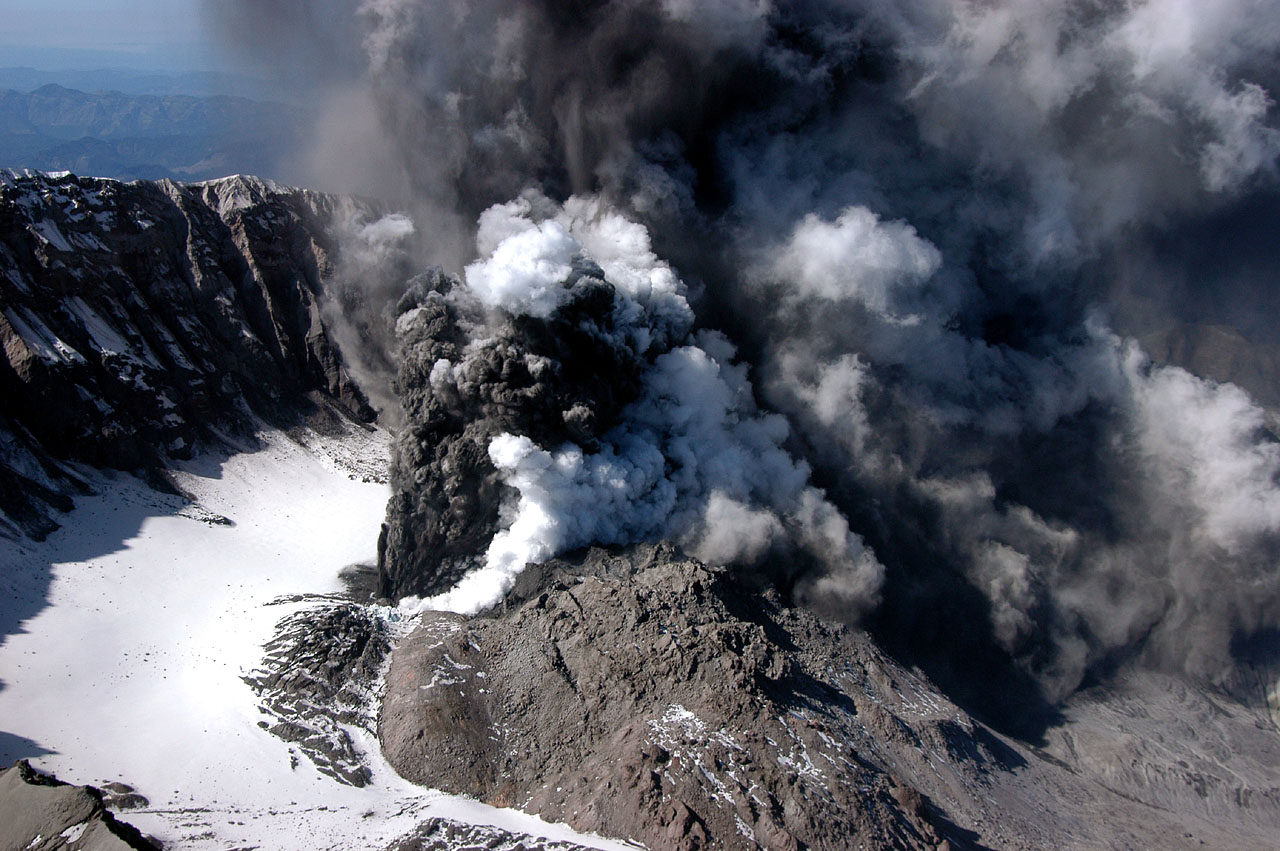
2004年のセント・ヘレンズ山の噴火（2004年10月1日撮影）

2004年秋、セント・ヘレンズ山の火山活動は再び活発化した。9月23日現地時間2時（協定世界時同日9時）頃、セント・ヘレンズ山の山頂において、溶岩ドームの直下約1kmを震源とするマグニチュード1未満の微小地震が約200回にわたって連続して発生した。9月26日、アメリカ地質調査所と太平洋岸北西地区地震観測網は、この群発地震を危険な兆候と捉え、レベル1の警戒を発令した。また同日、アメリカ農務省林野部はセント・ヘレンズ山に入山禁止命令を発令した。
地震の頻度は9月29日頃に最大化し、1分間に4回の割合で微小地震が観測された。山頂の溶岩ドームからは水蒸気が立ち上り、アメリカ地質調査所は警戒レベルを2に引き上げた（最高はレベル3）。
そして10月1日現地時間12時2分（協定世界時同日19時2分）、セント・ヘレンズ山は水蒸気や火山灰の噴出を開始し、噴煙は標高3,000mに達した。黒くすすけた火山灰は風に乗って、南方のワシントン州バンクーバーやオレゴン州ウッド・ヴィレッジに降り注いだ。
翌10月2日12時14分（19時14分）、セント・ヘレンズ山は前日よりも強い爆発を起こし、低周波の火山性地震を引き起こした。政府の地震研究者は警戒レベルを最大レベルである3へと引き上げ、避難命令を発令した。
10月3日3時（10時）頃、約90分間に及ぶ低周波地震が発生した。この地震はセント・ヘレンズ山の内部のマグマが大規模な移動を起こしたために発生したと考えられており、現地時間10時40分（17時40分）頃には水蒸気爆発によるものと思われる地震が発生した。

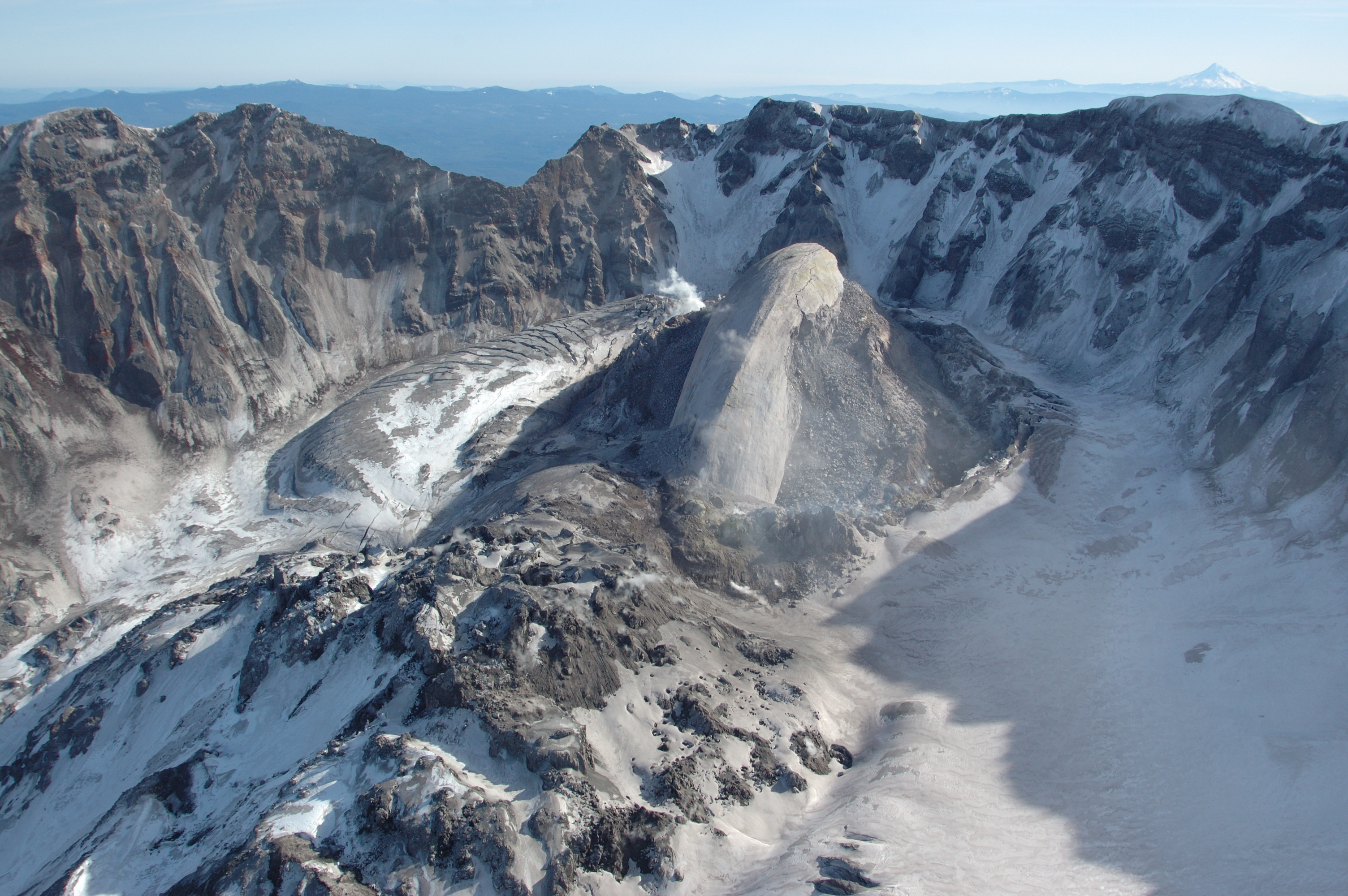
新たに形成された溶岩ドーム（2005年2月22日撮影）

その後も突発的な水蒸気爆発が続発し、10月4日9時47分（16時47分）、14時12分（21時12分）、17時40分（10月5日0時40分）、そして10月5日9時3分（16時3分）には火山灰の噴出を伴った爆発が発生した。また、これら一連の水蒸気爆発は、マグニチュード3程度の地震を引き起こした。
10月6日、アメリカ地質調査所は警戒レベルを引き下げ、「今後しばらくは大規模な噴火が発生することはないだろう」と発表した。
10月11日、セント・ヘレンズ山内部のマグマは火山の地表近くにまで到達し、1980年の噴火の際に形成された山頂の溶岩ドームのすぐ南側に新たな溶岩ドームが形成され始めた。
同年11月、アメリカ地質調査所は山頂の新たな溶岩ドームについて、1秒間に10m3の割合で成長を続けていると発表した。そして仮にこのペースでこの新たな溶岩ドームが成長するならば、山頂の火口はこの新たな溶岩ドームによって完全に覆われ、2015年にはセント・ヘレンズ山の標高は1980年の噴火前と同じ2,950mに達するだろうと推測した。
2005年2月1日、セント・ヘレンズ山の山頂にできた新たな溶岩ドームについて、その最高点の標高が2,329mであることが明らかになった。この溶岩ドームは、1980年に形成された火口の底面から約415mの高さがあり、セント・ヘレンズ山の最高点との差は220mであった。新たに形成されたこの溶岩ドームは鯨の背のような形状をしていたことから「ホエールバック」と呼ばれた。その長さは518m、幅は152mであり、体積は3850万m3と見積もられた。
3月8日17時30分（翌日0時30分）頃、セント・ヘレンズ山を再び大規模な火山活動が襲った。噴煙は海抜1万mにまで立ち上り、マグニチュード2.5の地震が観測された。この噴煙はワシントン州シアトルやオレゴン州セイラムでも確認され、20分から30分にわたって継続した。研究者によると、この爆発は圧力の放出によるものであり、大きな噴火が起こる可能性は低いとされた。
5月5日、セント・ヘレンズ山の山頂にできた新たな溶岩ドームについて、その最高点の標高が2,339mであると発表された。
2008年1月に入って溶岩ドームの活動が止まり、同年6月10日、噴火活動の終息が宣言された。

## 伝承
セント・ヘレンズ山の周辺に居住する先住民族の間では、同山に関する多様な神話や伝説が伝承されてきた。数々の伝承の中でも特に著名な物語は、先住民族のクリッキタットによって語り継がれてきた『神々の橋』である。
遠い昔、偉大なる精霊は2人の息子、パートとワイーストを伴いコロンビア川を下った。しかし、パートとワイーストは不仲であり、絶えず争いを繰り返していた。そこで、偉大なる精霊はパートとワイーストをコロンビア川の両岸にそれぞれ住まわせることにした。
パートは川の東岸に居住し、クリッキタットという部族を創生した。一方、ワイーストは川の西側に住み、ノマースという部族を創造した。やがて争いが沈静化したため、偉大なる精霊は2つの部族が友好的に関われるよう、コロンビア川に巨大な石の橋を架けた。これにより、人々は川の両岸を自由に行き来できるようになり、この橋は「神々の橋」と称されるようになった。
それから数十年後、川沿いには多くの集落が形成され、人々は平和に暮らしていた。しかしながら、中にはサケや果物の恵みに感謝せず、貪欲に争いを引き起こす者たちも現れた。偉大なる精霊は、そのような邪悪な心を持つ人々の存在に激怒し、彼らに罰を与えることを決意した。
ある朝、人々が目を覚ますと、空は暗闇に覆われていた。外は雪に閉ざされ、人々は飢饉に見舞われた。この悲惨な状況を憂いたルーウィットという名の老女は、人々を救済してくれるよう、偉大なる精霊のもとを訪れた。偉大なる精霊はルーウィットの慈悲深い心に感銘を受け、人々を飢えから救った。さらに、偉大なる精霊はルーウィットに火を授け、「神々の橋」の火を守るという役割を与えた。ルーウィットがこの役目を熱心に果たしたことから、偉大なる精霊はルーウィットへの褒美として若さと美貌を与えた。
美しい乙女となったルーウィットを見たパートとワイーストは、彼女に深く魅了され、熱心に求婚した。しかし、ルーウィットが曖昧な返答をしたため、2人はルーウィットを巡って争いを始めた。川の両岸から焼け付くような石を投げ合い、森林や家々を焼き払い、大地を揺るがして破壊の限りを尽くした。
これに激怒した偉大なる精霊は、「神々の橋」を打ち砕き、パートとワイースト、そしてルーウィットを自身の元へと呼び寄せた。偉大なる精霊は巨大な腕を振り上げ、雷鳴とともにパートとワイーストを山へと変えた。そして、静かにルーウィットの方を向き、彼女をも山へと変えてしまった。
クリッキタットの間では、パートはフッド山、ワイーストはアダムズ山になったと伝えられている。そして、白いローブを身にまとっていたルーウィットは、雪に覆われたセント・ヘレンズ山になったと伝えられている。

## 人類史

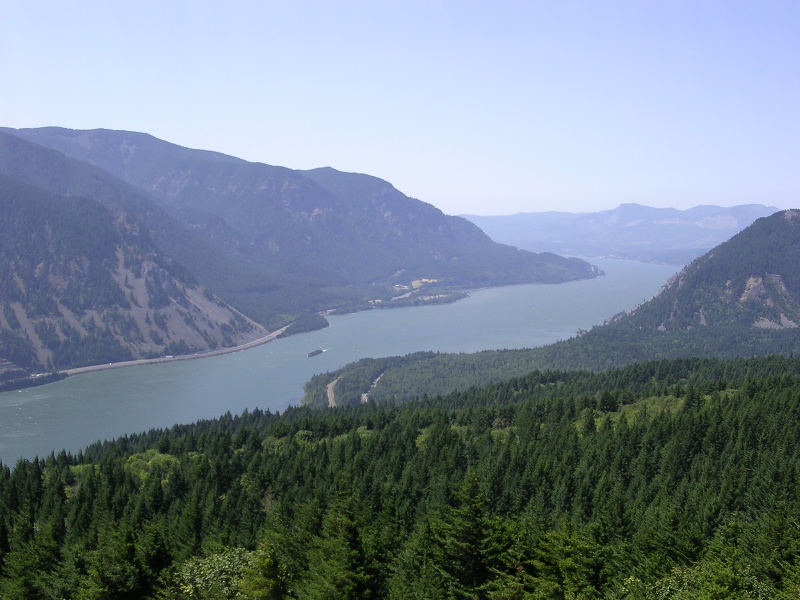
コロンビア川

セント・ヘレンズ山を訪れた最初のヨーロッパ人として記録されているのは、イギリス海軍の航海士ジョージ・バンクーバーである。1792年5月19日、バンクーバーはイギリス海軍の艦船「ディスカヴァリー」の艦長として北太平洋沿岸の航海を開始し、1794年までその任を務めた。1792年、コロンビア川の河口に到達したディスカヴァリーの眼前には、カスケード山脈の壮大な山々が広がっていた。バンクーバーは、それらの高くそびえる山々に次々と英語の名称を与えていった。同年10月20日、バンクーバーは山頂を雪で覆われた美しい山を発見し、友人であり外交官であった初代セント・ヘレンズ男爵アレイン・フィッツハーバートにちなんで、その山をセント・ヘレンズ山と命名した。
バンクーバーの訪問から数年後、セント・ヘレンズ山の周辺地域で火山活動が活発化し、噴火が発生した。この噴火の情報を得た多くの探検家、商人、宣教師らがセント・ヘレンズ山を訪れ、数多くの記録を残した。後世の地質学者や歴史学者は、1800年に発生した噴火が、その後57年間にわたるゴート・ロックス噴火期の始まりであったと結論付けている。ワシントン州北東部に居住していた先住民族は、この噴火によって噴出した火山灰を「乾いた雪」と表現し、その異様な光景に驚き、神に祈りを捧げたという。
1805年から1806年にかけて、ルイス・クラーク探検隊はコロンビア川からセント・ヘレンズ山の姿を視認したが、同山の噴火に関する記録は一切残されていない。しかしながら、ポートランド近郊のサンディ川に入る際に、流砂や川底の障害物の存在を確認していることから、探検隊がこの地を訪れる十数年前にフッド山で噴火があったと推測されている。
セント・ヘレンズ山の噴火に関する信頼性の高い最初の報告は、1835年にフォート・バンクーバーに設立されたハドソン湾会社に勤務していたメレディス・ガードナーによってなされた。ガードナー博士は、エディンバラ新哲学学会誌に噴火に関する報告書を寄稿し、1836年1月にそれが公表された。1841年、イェール大学のジェームズ・デーナは、チャールズ・ウィルクス探検隊の航海の途中でコロンビア川の河口から穏やかなセント・ヘレンズ山の山頂を確認した。さらに、探検隊の別のメンバーは、セント・ヘレンズ山の基底部に玄武岩質の溶岩塊が存在していたと記録している。
1842年の晩秋から初冬にかけて、いわゆる「大噴火」が地元の入植者や宣教師たちによって確認された。この噴火では、巨大な灰色の噴煙が立ち上る様子が報告され、その後15年間にわたって小規模な噴火が断続的に続いた。この期間の噴火は、すべて水蒸気爆発であったと考えられている。オレゴン州シャンプーイの牧師ジョサイア・パリッシュは、1842年11月22日にセント・ヘレンズ山で噴火が発生したと証言している。この噴火による降灰は、山頂から約80km離れたテキサス州ダラスにまで達したとされている。

1843年10月、後にカリフォルニア州知事を務めたピーター・バーネットは、この噴火に遭遇した先住民族の逸話を記録している。その話によると、鹿狩りの最中に噴火に遭遇した先住民族の男性は、溶岩流によって両脚に熱傷を負い、フォート・バンクーバーで治療を受けたという。しかしながら、当時の物資補給所の管理人ナポリアン・マクギルベリーはこの証言を否定している。1845年には、イギリスの中尉ヘンリー・ウォーレが噴火の様子をスケッチしており、同年にはカナダの画家ポール・ケーンが噴火の様子を水彩画で描いている。これらの絵画は、いずれも山体の北西側の斜面から観察されたものと推測されている。

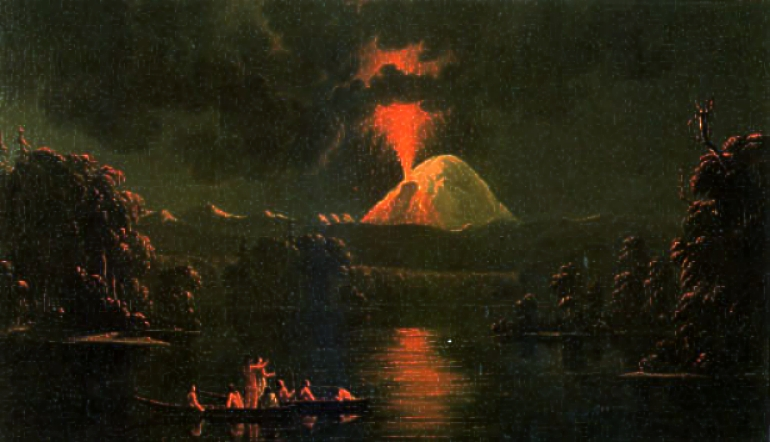
ポール・ケーンによるセント・ヘレンズ山の噴火図（1845年）

1857年4月17日、ワシントン州ステイラクームの新聞は、「セント・ヘレンズ山、もしくはその南方の山が噴火状態にあると見られる」と報道した。この噴火は、堆積した火山灰の層が薄いことから、水蒸気と粉塵を含んだ噴煙が上がっただけの小規模なものであったと推測されている。そして、この噴火以後、1980年までセント・ヘレンズ山における顕著な火山活動は記録されていない。

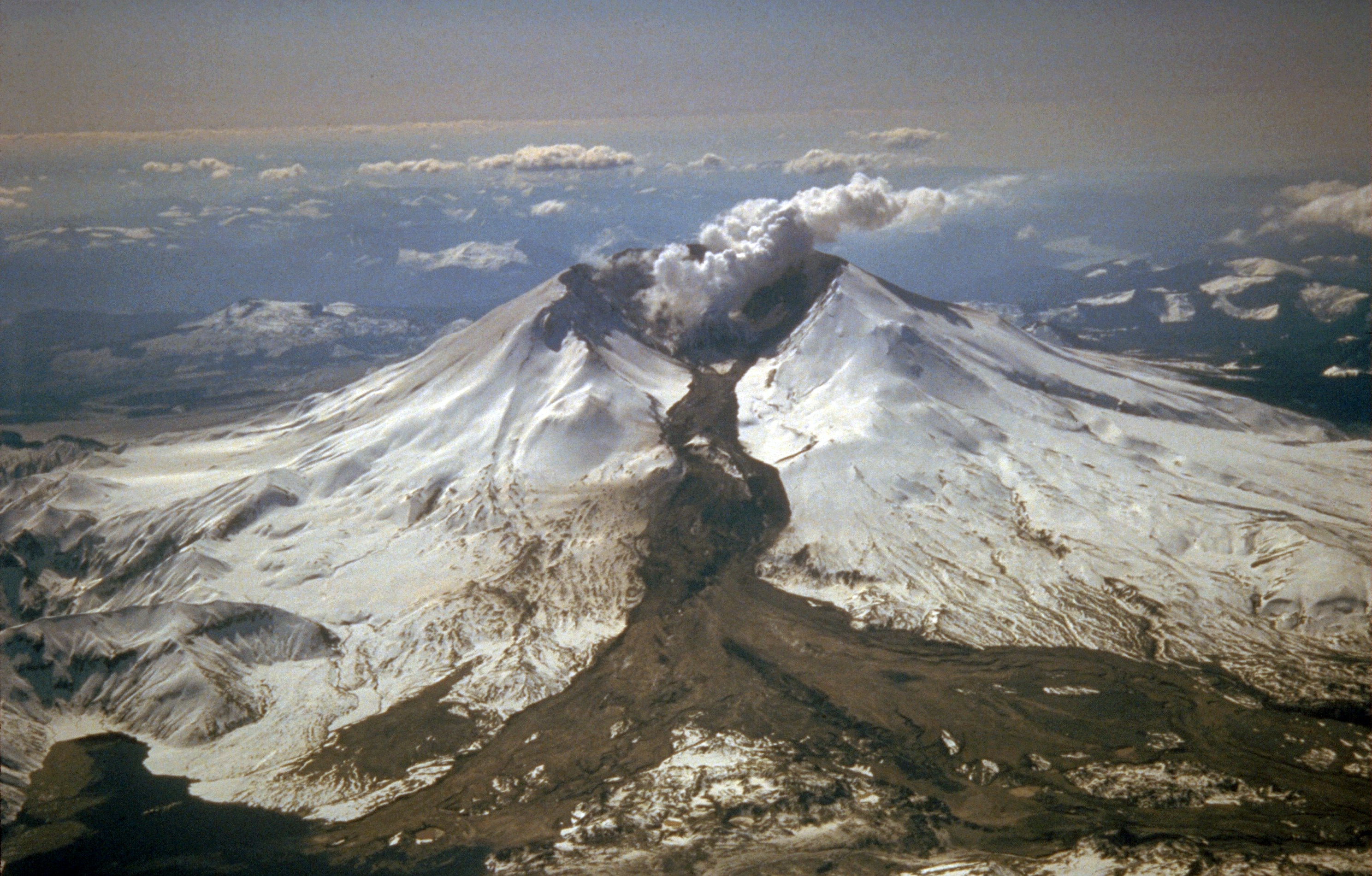
山の北側上空から撮影した、噴煙を上げるセント・ヘレンズ山（1982年3月21日撮影）

それから1世紀以上が経過した1980年5月18日8時32分（協定世界時同日15時32分）、セント・ヘレンズ山は123年ぶりに大規模な噴火を起こし、長い眠りから覚醒した。その数ヶ月前から火山活動が活発化し、大噴火の兆候が見られていたため、セント・ヘレンズ山近郊には避難命令が発令された。しかしながら、セント・ヘレンズ山近郊に居住していた旅館の所有者ハリー・トルーマンは避難を拒否し、世間の注目を集めた。トルーマンはマスメディアの取材に対し、噴火の危険性は「ひどく誇張されている」と主張していた。
そして、この大噴火により、トルーマンを含む住民など57人が死亡または行方不明となった。トルーマンの遺体は発見されていないが、旅館とともに9mの厚さの火山灰や土石流に埋没していると推測されている。この噴火によって、200軒の建物と47本の橋が消失し、鉄道は24km、高速道路は300kmにわたって破壊された。さらに、セント・ヘレンズ山の山頂部分は大規模に崩壊し、直径1.5kmに及ぶ馬蹄形のカルデラを形成。噴火前の標高2,950mであった山の標高は、2,550mにまで減少した。

当時のアメリカ合衆国大統領ジミー・カーターは、被害状況を調査するために現地を視察し、その荒廃した様子を「月面よりも荒涼としている」と表現した。同年5月23日、被害状況を空撮するためにセント・ヘレンズ山周辺を飛行していたヘリコプターが墜落したが、幸運にも乗員は全員生存し、2日後に無事救助された。同月25日未明には、小規模な噴火も発生している。

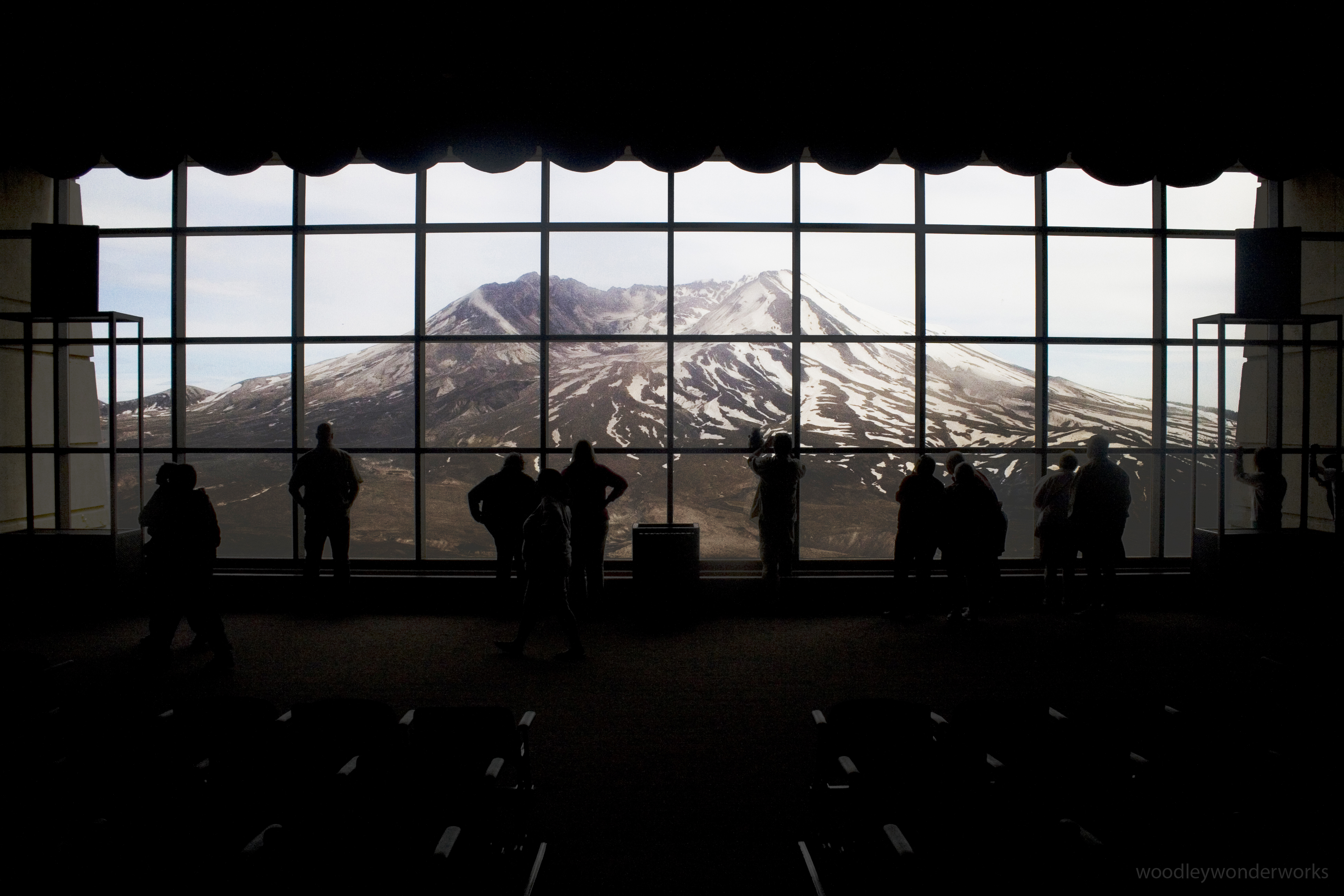
Johnston Ridge Observatory から見たセント・ヘレンズ山（2008年）

1982年、当時のアメリカ合衆国大統領ロナルド・レーガンとアメリカ合衆国連邦議会は、セント・ヘレンズ山とその周辺約445平方キロメートルをセント・ヘレンズ山国定火山公園に指定し、ギフォード・ピンショー国有林の一部とした。